# Mszanka (dopływ Szotkówki)
Mszanka – potok, prawostronny dopływ Szotkówki o długości 5,06 km.
Źródło potoku znajduje się na Wilchwach, dzielnicy Wodzisławia Śląskiego, następnie przepływa on przez Mszanę, gdzie wpada do Szotkówki. 
Potok jest zanieczyszczony nieorganicznymi związkami chemicznymi oraz zasolony wskutek odprowadzania do niego słonych wód podziemnych wypompowywanych z kopalń węgla kamiennego. W najszerszym miejscu uregulowane koryto Mszanki ma 1,80 metra. W okolicy autostrady A1 będzie następował największy zrzut wód z drogi. W górnym biegu rzeki koryto jest szerokie na ok. 100 – 60 cm. Potok został uregulowany w 2013 roku.